# Luis Mendoza
Luis Alonso Rodríguez Mendoza, né le 31 octobre 1983 à Veracruz au Mexique, est un joueur mexicain de baseball évoluant en Ligue majeure de baseball pour les Royals de Kansas City. 

## Carrière
Luis Mendoza est recruté comme agent libre amateur par les Red Sox de Boston le 12 juillet 2000. Encore joueur de Ligues mineures, il est transféré chez les Padres de San Diego le 8 juillet 2005, puis revient dans l'organisation des Red Sox le 27 juillet 2005 avant d'être échangé aux Rangers du Texas le 30 juillet 2006 contre Bryan Corey.
Mendoza fait ses débuts en Ligue majeure comme lanceur partant le 8 septembre 2007. Reversé en Ligue mineures en 2009 (un seul match joué en Ligue majeure), Mendoza réussit un match sans point ni coup sûr en Triple-A avec les Oklahoma City RedHawks contre les Salt Lake Bees le 14 août.
Il rejoint les Royals de Kansas City le 2 avril 2010 en retour de considérations financières. 

## Statistiques
| Saison | Équipe      | G  | GS | CG | SHO | V | D | SV | IP   | SO | ERA   |
| ------ | ----------- | -- | -- | -- | --- | - | - | -- | ---- | -- | ----- |
| 2007   | Texas       | 6  | 3  | 0  | 0   | 1 | 0 | 0  | 16.0 | 7  | 2,25  |
| 2008   | Texas       | 25 | 11 | 0  | 0   | 3 | 8 | 1  | 63.1 | 35 | 8,67  |
| 2009   | Texas       | 1  | 0  | 0  | 0   | 0 | 0 | 0  | 1.0  | 0  | 36,00 |
| 2010   | Kansas City | 4  | 0  | 0  | 0   | 0 | 1 | 0  | 4.0  | 1  | 22,50 |
| Totaux | Totaux      | 36 | 14 | 0  | 0   | 4 | 9 | 1  | 84.1 | 43 | 8,43  |

Note : G = Matches joués ; GS = Matches comme lanceur partant ; CG = Matches complets ; SHO = Blanchissages ; 
V = Victoires ; D = Défaites ; SV = Sauvetages ; IP = Manches lancées ; SO = Retraits sur des prises ; ERA = Moyenne de points mérités.